# Lianbinita
La lianbinita és un mineral de la classe dels minerals orgànics.

## Característiques
La lianbinita és un compost orgànic de fórmula química (NH₄)(C₂H₃O₃)(C₂H₄O₃), sent el quart mineral glicolat trobat fins a la data. Va ser aprovada com a espècie vàlida per l'Associació Mineralògica Internacional en el mes d'abril de 2023, i va ser publicada a la revista internacional American Mineralogist per Hexiong Yang et al. en el mes de febrer de 2025 amb el títol «Lianbinite, (NH₄)(C₂H₃O₃)(C₂H₄O₃), a new glycolate mineral, from the Santa Catalina Mountains, Tucson, Arizona, USA». Cristal·litza en el sistema monoclínic. Químicament es troba relacionada amb la lazaraskeïta, la stanevansita i la jimkrieghita.
Les mostres que van servir per a determinar l'espècie, el que es coneix com a material tipus, es troben conservades al Museu Mineral de la Universitat d'Arizona, a Tucson (Arizona), amb el número de catàleg: 22730, i al projecte RRUFF, amb el número de mostra: r220025.

## Formació i jaciments
Va ser descoberta a Western end, a la serralada de Pusch del comtat de Pima (Arizona, Estats Units). Aquest indret és l'únic a tot el planeta on ha estat descrita aquesta espècie mineral.